# Godmode
Godmode  es el octavo álbum de la banda de metalcore In This Moment. El álbum fue lanzado el 27 de octubre de 2023 a través de BMG Rights Management. Fue producido por Kane Churko y Tyler Bates.

## Antecedentes
El 28 de enero de 2023, se anunció que la banda ingresaría al estudio para comenzar a grabar su próximo octavo álbum de estudio. Maria Brink declaró en Instagram: "La grabación del nuevo álbum de ITM está a punto de comenzar... no podemos esperar a que todos escuchen lo que estamos evocando". El 23 de marzo, la banda lanzó la canción "I Would Die for You". La canción aparece en la banda sonora de John Wick: Chapter 4, para la película John Wick: Chapter 4.
El 11 de abril, In This Moment anunció "The Dark Horizons Tour" con Motionless in White. La gira comienza el 8 de julio y contará con Fit for a King y From Ashes to New como invitados especiales. El 8 de julio, mientras estaba en "The Dark Horizons Tour" con Motionless in White, la banda interpretó dos canciones, "The Purge" y "Sacrifice". La banda también anunció que la versión de estudio de "The Purge" se lanzaría el 18 de julio. Junto con el lanzamiento de la canción, la banda anunció el álbum y la fecha de lanzamiento, al tiempo que reveló la portada del álbum y la lista de canciones. También anunciaron una gira coestelar con Ice Nine Kills, con el apoyo de Avatar y New Years Day. El 22 de agosto de 2023, la banda lanzó la canción principal del álbum como segundo sencillo. 
El 20 de septiembre, la banda lanzó su versión de "Army of Me" de Björk en servicios de transmisión de música como su cuarto sencillo.

## Lista de canciones
| N.º | Título                                            | Duración |  |
| 1.  | «Godmode»                                         | 4:00     |  |
| 2.  | «The Purge»                                       | 3:59     |  |
| 3.  | «Army of Me» (Cover de Björk)                     | 3:10     |  |
| 4.  | «Sacrifice»                                       | 4:22     |  |
| 5.  | «Skyburner»                                       | 3:53     |  |
| 6.  | «Sanctify Me»                                     | 4:11     |  |
| 7.  | «Everything Starts and Ends with You»             | 3:33     |  |
| 8.  | «Damaged» (con Spencer Charnas de Ice Nine Kills) | 3:24     |  |
| 9.  | «Fate Bringer»                                    | 3:53     |  |
| 10. | «I Would Die for You»                             | 4:36     |  |